# Thomisus odiosus
Thomisus odiosus är en spindelart som beskrevs av Octavius Pickard-Cambridge 1898.
Thomisus odiosus ingår i släktet Thomisus och familjen krabbspindlar. Inga underarter finns listade i Catalogue of Life.